# کامپوآلگره
کامپوآلگره (به اسپانیایی: Campoalegre) یک سکونتگاه مسکونی در کلمبیا است که در بخش هویلا واقع شده‌است.